# CLAMP Gakuen kaikigenshō kenkyūkai jiken file
CLAMP Gakuen kaikigenshō kenkyūkai jiken file (CLAMP学園怪奇現象研究会事件ファイル?, CLAMP Gakuen kaikigenshō kenkyūkai jiken fairu, lett. "Fascicoli dei casi del gruppo di studio sugli strani fenomeni dell'Istituto CLAMP") è una light novel giapponese scritta da Tomiyuki Matsumoto ed illustrata dal quartetto di mangaka CLAMP. La serie è composta da tre volumi, ed è stata pubblicata dalla Kadokawa Shoten a partire dal 1997, per concludersi nel 2000. Il romanzo è stato anche pubblicato in Nord America dalla Tokyopop con il titolo Clamp School Paranormal Investigators.
Il romanzo è basato su diverse sessioni del gioco di ruolo chiamato CLAMP Gakuen TRPG (CLAMP学園TRPG? lett. "gioco di ruolo da tavolo Istituto CLAMP"), diretto dal game master Tomiyuki Matsumoto e giocato da Takeshi Okazaki e quattro membri delle CLAMP. I personaggi principali del romanzo sono basati su quelli interpretati dai giocatori, così come gli eventi narrati. 

## Trama
La serie è ambientata nel prestigioso Istituto CLAMP, istituto scolastico comprensivo che include ogni grado d'istruzione, dall'asilo alle scuole di ricerca, già ambientazione di CLAMP Detective, Il ladro dalle mille facce e Polizia scolastica Duklyon.
Qui, un club chiamato gruppo di studio sugli strani fenomeni (怪奇現象研究会?, kaikigenshō kenkyūkai), composto da alcuni studenti con capacità paranormali, ha l'obiettivo di studiare e risolvere i casi più misteriosi.

## Personaggi
Takayuki Usagiya (兎屋 高雪?, Usagiya Takayuki)
Un ragazzo di sedici anni, studente del secondo anno della divisione scolastica dell'Istituto CLAMP, classe B. È il padrone di Koizumi-san, un fantasma che lavorò come domestica nella famiglia di Takayuki prima della sua morte. Koizumi è basata sul personaggio usato da Nanase Ōkawa.
Mifuyu Mizukagami  (水鏡 美冬?, Mizukagami Mifuyu)
Una ragazza di diciotto anni, al terzo anno di scuola superiore, classe Z. Malgrado il suo aspetto innocente e la sua personalità sognante, è un'eccellente spadaccina. Porta sempre con sé la sua spada, Kotetsu, attaccando ogni nemico sulla sua strada. È basata sul personaggio interpretato da Satsuki Igarashi.
Yūki Ajiadō (亜細亜堂 ユウキ?, Ajiadō Yūki)
Studente del secondo anno, classe A. Anche se sembra una bellissima ragazza, è in realtà in ragazzo, il cui sogno è diventare un'attrice. Yūki ha abilità psichiche e di teletrasporto. È basato sul personaggio usato da Takeshi Okazaki.
Rion Ibuki (伊吹 りおん?, Ibuki Rion)
Ragazzina di quattordici anni, studentessa del secondo anno delle scuole medie, classe C. Cresciuta in una famiglia scintoista, fa parte di una lunga discendenza di medium e possiede l'abilità di vedere gli spiriti e leggere le menti altrui. È basata sul personaggio usato da Tsubaki Nekoi.
Kōji Takamura (鷹村 光司?, Takamura Kōji)
Ragazzo di undici anni, studente della sesta elementare, classe A. Membro del prestigioso clan ninja Takamura, è stato iniziato alle arti ninja sin da piccolo, anche se la sua altezza gli crea spesso problemi nei combattimenti. Kōji è il cugino di Suou Takamura di CLAMP Detectives ed è basato sul personaggio interpretato da Mokona.

## Light novel e altre pubblicazioni
Le light novel sono state raccolte in tre volumi, pubblicati sotto l'etichetta Kadokawa Teen Ruby Bunko, con un quarto volume spin-off:
- CLAMP Gakuen kaikigenshō kenkyūkai jiken file 1 (CLAMP学園怪奇現象研究会事件ファイル1?) (ISBN 4-04-437801-0)
- CLAMP Gakuen kaikigenshō kenkyūkai jiken file 2 (CLAMP学園怪奇現象研究会事件ファイル2?) (ISBN 4-04-437802-9)
- CLAMP Gakuen kaikigenshō kenkyūkai jiken file 3 (CLAMP学園怪奇現象研究会事件ファイル3?) (ISBN 4-04-437803-7
- Kei: Yoake no vampire (KEI―夜明けのヴァンパイア? lett. "Kei: Alba del vampiro") (ISBN 4-04-437804-5)

Un volume di replay, cioè cronache di sessioni di ruolo riorganizzate in maniera letteraria, è stato pubblicato sotto l'etichetta Asuka Novels:
- Kochira CLAMP Gakuen kaikigenshō kenkyūkai (こちらCLAMP学園怪奇現象研究会?) (ISBN 4-04-701331-5)

Infine, un volume sulle regole del gioco di ruolo CLAMP Gakuen TRPG, è stato pubblicato sotto l'etichetta Asuka Comics DX:
- CLAMP Gakuen kōshiki guidebook  (CLAMP学園公式ガイドブック?) (ISBN 4-04-852814-9)

## Drama CD
Dalla serie sono stati tratti tre drama CD:
- CLAMP Gakuen kaikigenshō kenkyūkai jiken file 1st File (CLAMP学園怪奇現象研究会事件ファイル1st FILE?)
- CLAMP Gakuen kaikigenshō kenkyūkai jiken file 2nd File (CLAMP学園怪奇現象研究会事件ファイル2nd FILE?)
- CLAMP Gakuen kaikigenshō kenkyūkai jiken file Strike Sparks (CLAMP学園怪奇現象研究会事件ファイルSTRIKE SPARKS?)